# Ernest Lavisse
Ernest Lavisse (Le Nouvion-en-Thiérache (Aisne), 1842. december 17. – Párizs, 1922. augusztus 18.) francia történetíró. 

## Életútja
Iskoláit Párizsban végezte és 1875-ben maître de conférences lett az Ecole normale-ban, 1888-ban pedig a párizsi egyetemen (Sorbonne) a Faculté des lettres (bölcsészettudományi kar) rendes tanárává lépett elő, az újkori történelem tanára volt. Lavisse sokat foglalkozott a francia tanügy reformeszméivel is, több rendbeli történeti iskolakönyvet is szerkesztett. Továbbá magára vállalta Freeman Historical geography of Europe című művének francia fordítását, melyhez a bevezetést a következő cím alatt írta meg: Dissertation sur l'histoire générale de l'Europe. Ezt a szellemes értekezést Angyal Dávid fordította le magyarra (Olcsó könyvtár). Rambaud társaságában a középkor és újkor történetének kézikönyvét szerkesztette, mely füzetekben jelent meg (Histoire générale du IV. siècle à nos jours). Megírta Poroszország és Franciaország legújabb korának történetét is. 1895 nyarán nyílt levelet intézett II. Vilmos német császárhoz, hogy ne engedje meg az 1870-es diadalok tervezett megünneplését, mert ez a franciákat nagyon sértené, és a kívánatos kibékülést a franciák és németek között megnehezítené. 1902-ben a francia akadémia tagjának választották, 1906-tól pedig a Magyar Tudományos Akadémia külső tagja volt.

## Főbb művei
- De Hermanno Salzensi ordinis teutonici magistro (doktori értekezés, Párizs, 1875)
- Étude sur l'une des origines de la Monarchie prussienne ou la Marche de Brandebourg sous la dynastie ascanienne (Párizs, 1875)
- Études sur l'histoire de Prusse (Párizs, 1879)
- Questions d'enseignement national (Párizs, 1885)
- Essais sur l'Allemagne impériale (Párizs, 1888)
- Trois empereurs d'Allemagne, Guillaume I, Frédéric III, Guillaume II (Párizs, 1888)
- Études et étudiants (Párizs, 1889)
- Le grand Frédéric avant l'avènement (Párizs, 1893)